# Markéta Sedláčková (socioložka)
Markéta Sedláčková (rodným jménem Lieslerová, 27. října 1976 Praha – 16. dubna 2020 Praha) byla česká socioložka.

## Životopis
Narodila se 27. října 1976 v Praze. V roce 2001 získala na Filozofické fakultě Univerzity Karlovy magisterský titul v oboru sociologie a dále pokračovala v doktorském studiu na Sociologickém ústavu Akademie věd. V letech 2003–2006 působila jako odborná asistentka na Katedře sociologie FF UK. Od  roku 2003 až do své smrti v roce 2020 vyučovala sociologii na Hudební a taneční fakultě Akademie múzických umění. V roce 2009 získala doktorát v oboru sociologie na Katedře sociologie FF UK v Praze a doktorát z oboru politologie na Institut d'études politiques de Paris v Paříži. V letech 2010–2013 pracovala na Sociologickém ústavu Akademie věd. Od roku 2014 až do své smrti v roce 2020 opět působila na Katedře sociologie FF UK jako odborná asistentka.